# Tutta scena
Tutta scena è un singolo del rapper italiano J-Ax, pubblicato il 28 febbraio 2012 come quinto estratto dal quarto album in studio Meglio prima (?).

## Video musicale
Per il brano è stato realizzato un videoclip, reso disponibile il 23 febbraio 2012 attraverso il canale YouTube del rapper.